# Comedia de figurón
La comedia de figurón es uno de los subgéneros dramáticos generados en el Siglo de Oro español a partir de la comedia de capa y espada. Muy cercano al género dramático de la farsa, pueden encontrarse ya figurones (personajes cómicos de un grotesco y ridículo orgullo) en el teatro de Plauto, en especial en su pieza Miles gloriosus (El soldado fanfarrón) o Aulularia (Comedia de la olla).
El nacimiento del género en el teatro clásico español está bien claro. Siempre solía quedar un "galán suelto" burlado al final de una pieza de capa y espada, siempre fundada en un enredo de tipo amoroso. El género abarca los siglos XVII, XVIII y principios del XIX. El primer autor puede considerarse Alonso de Castillo Solórzano. Poco a poco se le fueron agregando rasgos cómicos hasta transformar a ese galán suelto en un arquetipo de lo risible, en una personalidad con frecuencia afeminada (como en El lindo Don Diego, obra maestra de Agustín Moreto) o propietaria de rasgos ridículos, frecuentemente emparentados con el aldeanismo provinciano. Muchos de ellos son vascos o montañeses, imbuidos de un grotesco orgullo nobiliario. Su primer ejemplo señero está en El Narciso en su opinión, de Guillén de Castro, donde aparece un protagonista atildado y pretencioso, que queda ridiculizado.
En el repertorio de las comedias de figurón del Siglo de Oro español figuran El marqués del cigarral, de Alonso de Castillo Solórzano, Entre bobos anda el juego, de Francisco de Rojas Zorrilla, El lindo don Diego, de Agustín Moreto, Guárdate del agua mansa, de Pedro Calderón de la Barca, Un bobo hace ciento, de Antonio de Solís, El sordo y el montañés, de Antonio Fernández de León, El castigo de la miseria, de Juan Claudio de la Hoz y Mota, El hechizado por fuerza de Antonio de Zamora, El honor da entendimiento y el más bobo sabe más, Abogar por su ofensor y barón del Pinel, El dómine Lucas, Yo me entiendo y Dios me entiende, La más ilustre fregona, De comedia no se trate, allá va ese disparate y De los hechizos de amor la música es el mayor y el montañés en la Corte, de José de Cañizares, La encantada Melisendra y Piscator de Toledo, de Tomás de Añorbe y Corregel, Don Cosme Antúnez y Panciconeja, o El desgraciado por fuerza, de José Calvo Barrionuevo, Más sabe el loco en su casa que el cuerdo en la ajena, de José de la Concha y Un montañés sabe bien dónde el zapato le aprieta, de Luis Moncín, entre muchas otras compuestas por varios ingenios. 
Con el tiempo el género se transformó en la comedia de carácter neoclásica, si es que no la engendraron (las comedias de figurón españolas del Siglo de Oro, siempre en torno a un personaje ridículo central, gustaban tanto a los clasicistas franceses que las imitaron y refundieron mucho). Hay que distinguir, sin embargo, que las comedias de figurón españolas no tratan de arquetipos psicológicos universales, como las francesas, sino de personajes ridículos fruto de unas circunstancias histórico-sociales concretas. Los revolucionarios del Trienio Liberal (1820-1823) idearon incluso una pieza de figurón político que no podía representarse, pero se leía en los periódicos satíricos de la época, como por ejemplo El Zurriago, donde se invertían los valores descalificatorios que el poder vertía sobre los representantes del pueblo.
Ya más adelante, el paleto y palurdo figurón provinciano ha sido víctima de la hilaridad cortesana, y en tal sentido ha sido un personaje constante en el género dramático hasta el mismísimo siglo XX, como el personaje interpretado por Paco Martínez Soria en La ciudad no es para mí, cuyo guion escribió Fernando Lázaro Carreter.